# Moraleja de Sayago
Moraleja de Sayago (leóni nyelven Moraleya de Sayagu) település Spanyolországban,  Zamora tartományban. Moraleja de Sayago Alfaraz de Sayago, Palacios del Arzobispo, Añover de Tormes és Ledesma községekkel határos. Lakosainak száma 299 fő (2024).

## Népesség
A település népessége az utóbbi években az alábbiak szerint változott:
| Lakosok száma | 296  | 296  | 282  | 276  | 260  | 259  | 262  | 284  | 290  | 299  |
|               | 2001 | 2004 | 2007 | 2009 | 2012 | 2014 | 2017 | 2019 | 2022 | 2024 |